# Ноготков-Оболенский, Михаил Андреевич
Михаил Андреевич Ноготков-Оболенский (ум. после 1579) — князь, воевода в царствование Ивана Грозного, старший из троих сыновей князя Андрея Васильевича Ноготкова-Оболенского, внук В. А. Ноготкова. Младшие братья — воеводы князья Иван и Фёдор Ноготковы-Оболенские.

## Биография
В 1577—1579 годах князь Михаил Андреевич Ноготков-Оболенский находился на воеводстве в Юрьеве Ливонском.
В 1579 году получив известия о возможной царской опале, бежал из Ливонии в Великое княжество Литовское. Король Сигизмунд-Август предоставил ему во владение четыре села в Обельской волости: Боярокумпис, Бутейковское, Бонюское и Нарутево.
Был женат на Феодоре Фёдоровне Мироновой, от брака с которой имел двух дочерей: Полонию и Анну. Овдовев, она вышла замуж за Станислава Юрагу Гедройца и будучи женой Гедройца (1577) получила от короля Стефана Батория подтвердительную грамоту на владение четырьмя сёлами в Обельской волости.

## Критика
Генеалог Геннадий Александрович Власьев в своих изысканиях, ссылаясь на грамоту Сигизмунда-Августа данною «.…дворянину нашему...» князю Михаилу Андреевичу Оболенскому (от 12 мая 1568) утверждает, что переход в литовское подданство осуществлён (до 1568) и все последующие службы его московскому государству считает к нему не относящиеся. Данная информация подтверждается грамотой короля Стефана Батория, выданной его вдове, жене Гедройца (1577) и потому датой смерти необходимо считать (ум. до 1577).